# Correlato neural da consciência
Os correlatos neurais da consciência (CNC) constituem o conjunto mínimo de eventos neuronais e mecanismos suficientes para uma específica percepção consciente.

Quais componentes são necessários para produzir consciência?

Os neurocientistas usam abordagens empíricas para descobrir correlatos neurais dos fenômenos subjetivos. Eles acreditam que o conjunto deve ser mínimo, pois, enquanto todo o cérebro é claramente suficiente para dar origem a qualquer determinada experiência consciente, a questão é qual dos seus componentes são necessários para produzi-la.